# 포천 고모리산성
포천 고모리산성(抱川 古毛里山城)은 대한민국 경기도 포천시 소흘읍에 있는 산성이다. 2002년 9월 16일 경기도의 기념물 제185호로 지정되었다.

## 개요
고모리산성은 고모리에서 직동리로 통하는 고개인 비득재(해발 254m)에 위치한 고모산(일명:노고산 해발 380m)에 형성되어 있다. 산성은 고모산 정상부와 계곡을 에워싸고 있는 포곡식(包谷式) 산성으로, 현재 대부분 붕괴되어 정확한 성벽을 확인하는 것은 어려우나, 전체 둘레는 822m이고 대부분 흙으로 쌓은 토성이다.(일부는 토석혼축으로서 그 흔적이 남아있음) 성의 전체적인 형태는 남북으로 긴 변형된 장방형 형태로서 남쪽이 높고 북쪽이 낮은 형상을 하고 있어 남쪽(한강일대)에서 북쪽(포천, 철원)으로 침입하는 적을 방어하기 위한 산성으로 판단된다. 건물지에서는 삼국시대 초기(백제 초기)에 해당하는 연질토기가 다수 출토되어 산성의 축조시기를 밝히는데 단서를 제공해 주고 있다.
고모리 산성은 북으로 철원, 포천일대와 남으로 한강일대를 연결하는 통로를 장악하기 편리한 비득재에 쌓은 고대의 군사상 요충지로 볼 수 있다.

## 현지 안내문
고모리 산성은 비득재 고개마루에 위치한 고모산(일명 노고산, 해발 380m)에 위치하고 있다. 산성은 고모산 정상부의 계곡을 에워싸고 있는 포곡식 산성이다. 현재 대부분 붕괴되어 정확한 성벽을 확인하는 것이 용이하지 않으나, 전체 둘레는 822m이고, 대부분 토축으로 이루어진 토성이며, 일부는 토석혼축으로서 그 흔적이 남아있다. 성의 전체적인 형태는 남북을 긴 변형된 장방형 형태로서 남쪽이 높고 북쪽이 낮은 형상이다. 건물지에서는 토기편들이 출토되고 있는데, 이 토기편 중에는 삼국시대 초기(특히 백제초기) 시대에 해당하는 연질토기가 다수 포함되어 있어 산성의 축조 시기를 밝히는 단서를 제공해 주고 있다. 일부에서 언어학적인 추정을 통하여 고모리산성을 광개토왕비에 나오는 고모루성으로 추정하고 있으나 설득력이 약하다. 고모리 산성은 북으로 철원, 포천일대와 남으로 한강일대를 연결하는 통로를 장악하기에 편리한 비득재에 쌓은 고대의 군사상의 요충지이다.

## 참고 자료
- 포천고모리산성 - 국가유산청 국가유산포털